# Cantone di Laloubère
Il Cantone di Laloubère era una divisione amministrativa dell'arrondissement di Tarbes.
A seguito della riforma approvata con decreto del 25 febbraio 2014, che ha avuto attuazione dopo le elezioni dipartimentali del 2015, è stato soppresso.

## Composizione
Comprendeva i comuni di:
- Arcizac-Adour
- Hiis
- Horgues
- Laloubère
- Momères
- Odos
- Saint-Martin
- Soues